# Marcelinho (calciatore 2002)
Marcelinho, pseudonimo di Marcelo José de Lima Filho (Anicuns, 11 dicembre 2002), è un calciatore brasiliano, attaccante dell'Atl. Goianiense in prestito dal Tombense.

## Carriera
Marcelinho ha iniziato la sua carriera calcistica nei settori giovanili di Atl. Goianiense ed Almirante Barroso. Nel 2019 è stato ceduto in prestito al Palmeiras con opzione di acquisto. Ha debuttato in prima squadra il 18 novembre 2020 nell'incontro di Coppa del Brasile pareggiato 2-2 contro il Ceará, e quattro giorni dopo ha esordito anche in Série A contro il Goiás. Nel luglio del 2021 ha lasciato il club ed è passato in prestito al Vasco da Gama che lo ha assegnato all'Under-20.
Il 20 dicembre 2021 è stato acquistato a titolo definitivo dal Cruzeiro dove ha giocato principalmente con l'Under-20 pur riuscendo a giocare alcuni incontri in prima squadra. L'8 luglio 2022 è passato in prestito al Ferroviária ma dopo poche settimane è passato con la stessa formula all'Água Santa.
Il 16 novembre 2022 ha rescisso il contratto con il club biancoblu ed il 13 dicembre ha firmato con il Tombense, con cui ha giocato una stagione da titolare. A inizio 2024 è stato ceduto in prestito al Santos con cui ha disputato il Campionato Paulista 2024. Il 10 aprile il prestito è stato interrotto e Marcelinho è passato alla neopromossa Juventude.

## Statistiche

### Presenze e reti nei club
Statistiche aggiornate al 1º giugno 2024.
| Stagione        | Squadra         | Campionato      | Campionato | Campionato | Coppe nazionali | Coppe nazionali | Coppe nazionali | Coppe continentali | Coppe continentali | Coppe continentali | Altre coppe | Altre coppe | Altre coppe | Totale | Totale | Totale |
| Stagione        | Squadra         | Comp            | Pres       | Reti       | Comp            | Pres            | Reti            | Comp               | Pres               | Reti               | Comp        | Pres        | Reti        | Pres   | Reti   |        |
| --------------- | --------------- | --------------- | ---------- | ---------- | --------------- | --------------- | --------------- | ------------------ | ------------------ | ------------------ | ----------- | ----------- | ----------- | ------ | ------ | ------ |
| 2020            | Palmeiras       | A1/SP+A         | 0+2        | 0          | CB              | 1               | 0               | CL                 | 0                  | 0                  |             | -           | -           | 3      | 0      |        |
| 2021            | Palmeiras       | A1/SP+A         | 2+0        | 0          | CB              | 0               | 0               | CL                 | 0                  | 0                  | RS          | 0           | 0           | 2      | 0      |        |
| 2022            | Cruzeiro        | M1/MG+B         | 2+2        | 0          | CB              | 1               | 0               |                    | -                  | -                  |             | -           | -           | 5      | 0      |        |
| 2022            | Ferroviária     | D               | 2          | 0          | CB              | 0               | 0               |                    | -                  | -                  |             | -           | -           | 2      | 0      |        |
| 2022            | Água Santa      | A1/SP           | 0          | 0          |                 | -               | -               |                    | -                  | -                  | CP          | 4           | 1           | 4      | 1      |        |
| 2023            | Tombense        | M1/MG+B         | 9+35       | 2+4        | CB              | 3               | 1               |                    | -                  | -                  |             | -           | -           | 47     | 7      |        |
| 2024            | Santos          | A1/SP           | 5          | 0          | CB              | 0               | 0               |                    | -                  | -                  |             | -           | -           | 5      | 0      |        |
| 2024            | Juventude       | A               | 5          | 0          | CB              | 0               | 0               |                    | -                  | -                  |             | -           | -           | 5      | 0      |        |
| Totale carriera | Totale carriera | Totale carriera | 64         | 6          |                 | 5               | 1               |                    | 0                  | 0                  |             | 4           | 1           | 73     | 8      |        |